# Kanovaren op de Olympische Zomerspelen 1992
Kanovaren is een van de sporten die beoefend werden tijdens de Olympische Zomerspelen 1992 in Barcelona. Er werden in twaalf vlakwaterdisciplines wedstrijden gevaren. Twintig jaar na de olympische spelen van München kwam kanoslalom weer op het programma en werd daarmee een permanent onderdeel op de olympische zomerspelen. Er werden wedstrijden in vier kanoslalomdisciplines gehouden.

## Slalom
In 1992 waren de slalom regels anders dan dat zij nu zijn. Bij het raken van één of twee palen van een poortje kreeg je 5 strafseconden. Een wedstrijd bestond uit twee manches, degene met de snelste manche (vaartijd plus strafseconden) was de winnaar.

### Heren

#### K1
| rang   | sporter            | land | snelste vaartijd |
| ------ | ------------------ | ---- | ---------------- |
| Goud   | Pierpaolo Ferrazzi | ITA  | 106.89           |
| Zilver | Sylvian Curinier   | FRA  | 107.06           |
| Brons  | Jochen Lettmann    | GER  | 108.52           |
| 4      | Richard Fox        | GBR  | 108.85           |
| 5      | Laurent Brissaud   | FRA  | 109.37           |
| 6      | Marjan Štrukelj    | SLO  | 110.11           |
| 7      | Melvyn Jones       | GBR  | 110.40           |
| 8      | Ian Wiley          | IRL  | 110.45           |

#### C1
| rang   | sporter          | land | snelste vaartijd |
| ------ | ---------------- | ---- | ---------------- |
| Goud   | Lukáš Pollert    | TCH  | 113.69           |
| Zilver | Gareth Marriott  | GBR  | 116.48           |
| Brons  | Jacky Avril      | FRA  | 117.18           |
| 4      | Jon Lugbill      | USA  | 118.62           |
| 5      | Renato De Monti  | ITA  | 119.02           |
| 6      | Martin Lang      | GER  | 119.19           |
| 7      | Emmanuel Brugvin | FRA  | 119.19           |
| 8      | Juraj Ontko      | TCH  | 120.23           |

#### C2
| rang   | sporters                       | land | snelste vaartijd |
| ------ | ------------------------------ | ---- | ---------------- |
| Goud   | Scott Strausbaugh Joe Jacobi   | USA  | 122.41           |
| Zilver | Miroslav Šimek Jiří Rohan      | TCH  | 124.25           |
| Brons  | Franck Adisson Wilfrid Forgues | FRA  | 124.38           |
| 4      | Jamie McEwan Lecky Haller      | USA  | 128.05           |
| 5      | Ueli Matti Peter Matti         | SUI  | 128.55           |
| 6      | Pavel Štercl Petr Štercl       | TCH  | 130.42           |
| 7      | Jan Petříček Tomáš Petříček    | TCH  | 131.86           |
| 8      | Thierry Saïdi Emmanuel del Rey | FRA  | 132.29           |

### Dames

#### K1
| rang   | sporter             | land | snelste vaartijd |
| ------ | ------------------- | ---- | ---------------- |
| Goud   | Elisabeth Micheler  | GER  | 126.41           |
| Zilver | Danielle Woodward   | AUS  | 128.27           |
| Brons  | Dana Chladek        | USA  | 131.75           |
| 4      | Eva Roth            | GER  | 132.29           |
| 5      | Marianne Agulhon    | FRA  | 132.89           |
| 6      | Kordula Striepecke  | GER  | 134.49           |
| 7      | Zdenka Grossmannová | TCH  | 135.79           |
| 8      | Joanne Woods        | CAN  | 138.06           |

## Vlakwater

### Heren

#### K1 500 m
| rang   | sporter           | land | tijd    |
| ------ | ----------------- | ---- | ------- |
| Goud   | Mikko Kolehmainen | FIN  | 1:40.34 |
| Zilver | Zsolt Gyulay      | HUN  | 1:40.64 |
| Brons  | Knut Holmann      | NOR  | 1:40.71 |
| 4      | Norman Bellingham | USA  | 1:40.84 |
| 5      | Sergei Kalesnik   | EUN  | 1:40.90 |
| 6      | Roberto Liberato  | SUI  | 1:41.98 |
| 7      | Daniele Scarpa    | ITA  | 1:42.00 |
| 8      | Marin Popescu     | ROU  | 1:42.24 |

#### K1 1000 m
| rang   | sporter          | land | tijd    |
| ------ | ---------------- | ---- | ------- |
| Goud   | Clint Robinson   | AUS  | 3:37.26 |
| Zilver | Knut Holmann     | NOR  | 3:37.50 |
| Brons  | Greg Barton      | USA  | 3:37.93 |
| 4      | Marin Popescu    | ROU  | 3:38.37 |
| 5      | Beniamino Bonomi | ITA  | 3:41.12 |
| 6      | José Gracia      | POR  | 3:41.60 |
| 7      | Thor Nielsen     | DEN  | 3:41.70 |
| 8      | Renn Crichlow    | CAN  | 3:43.46 |

#### K2 500 m
| rang   | sporters                                             | land | tijd    |
| ------ | ---------------------------------------------------- | ---- | ------- |
| Goud   | Kay Bluhm Torsten Gutsche                            | GER  | 1:28.27 |
| Zilver | Maciej Freimut Wojciech Kurpiewski                   | POL  | 1:29.84 |
| Brons  | Antonio Rossi Bruno Dreossi                          | ITA  | 1:30.00 |
| 4      | Juan José Román Mangas Juan Manuel Sánchez de Castro | ESP  | 1:30.93 |
| 5      | Kalle Sundqvist Gunnar Olsson                        | SWE  | 1:31.48 |
| 6      | Jesper Staal Thor Nielsen                            | DEN  | 1:31.84 |
| 7      | Ferenc Csipes Zsolt Gyulay                           | HUN  | 1:32.34 |
| 8      | Michael Harbold Peter Newton                         | USA  | 1:33.02 |

#### K2 1000 m
| rang   | sporters                             | land | tijd    |
| ------ | ------------------------------------ | ---- | ------- |
| Goud   | Kay Bluhm Torsten Gutsche            | GER  | 3:16.10 |
| Zilver | Gunnar Olsson Kalle Sundqvist        | SWE  | 3:17.70 |
| Brons  | Grzegorz Kotowicz Dariusz Białkowski | POL  | 3:18.86 |
| 4      | Greg Barton Norman Bellingham        | USA  | 3:19.26 |
| 5      | Paolo Luschi Daniele Scarpa          | ITA  | 3:20.34 |
| 6      | Krisztián Bártfai András Rajna       | HUN  | 3:20.71 |
| 7      | René Kučera Petr Hruška              | TCH  | 3:23.12 |
| 8      | Ian Ferguson Paul MacDonald          | NZL  | 3:26.84 |

#### K4 1000 m
| rang   | sporters                                                            | land | tijd    |
| ------ | ------------------------------------------------------------------- | ---- | ------- |
| Goud   | Oliver Kegel Thomas Reineck Mario von Appen André Wohllebe          | GER  | 2:54.18 |
| Zilver | Attila Ábrahám Ferenc Csipes László Fidel Zsolt Gyulay              | HUN  | 2:54.82 |
| Brons  | Ramon Andersson Kelvin Graham Ian Rowling Steven Wood               | AUS  | 2:56.97 |
| 4      | Róbert Erban Juraj Kadnár Attila Szabó Jozef Turza                  | TCH  | 2:57.06 |
| 5      | Geza Magyar Sorin Petcu Romică Şerban Daniel Stoian                 | ROU  | 3:00.11 |
| 6      | Maciej Freimut Grzegorz Kaleta Grzegorz Krawców Wojciech Kurpiewski | POL  | 3:01.43 |
| 7      | Jonas Fager Pablo Grate Anders Ohlsén Hans Olsson                   | SWE  | 3:01.46 |
| 8      | Petar Godev Nikolai Georgijev Milko Kazanov Nikolai Jordanov        | BUL  | 3:02.08 |

#### C1 500 m
| rang   | sporter             | land | tijd    |
| ------ | ------------------- | ---- | ------- |
| Goud   | Nikolai Boechalov   | BUL  | 1:51.15 |
| Zilver | Michail Sliwinski   | EUN  | 1:51.40 |
| Brons  | Olaf Heukrodt       | GER  | 1:53.00 |
| 4      | Slavomír Kňazovický | TCH  | 1:54.51 |
| 5      | Imre Pulai          | HUN  | 1:54.86 |
| 6      | Stephen Giles       | CAN  | 1:55.80 |
| 7      | Pascal Sylvoz       | FRA  | 1:56.96 |
| 8      | Victor Partnoi      | ROU  | 1:57.34 |

#### C1 1000 m
| rang   | sporter           | land | tijd    |
| ------ | ----------------- | ---- | ------- |
| Goud   | Nikolai Boechalov | BUL  | 4:05.92 |
| Zilver | Ivans Klementjevs | LAT  | 4:06.60 |
| Brons  | György Zala       | HUN  | 4:07.35 |
| 4      | Matthias Röder    | GER  | 4:08.96 |
| 5      | Pascal Sylvoz     | FRA  | 4:09.82 |
| 6      | Andrew Train      | GBR  | 4:12.58 |
| 7      | Victor Partnoi    | ROU  | 4:14.27 |
| 8      | Jan Bartůněk      | TCH  | 4:15.25 |

#### C2 500 m
| rang   | sporters                             | land | tijd    |
| ------ | ------------------------------------ | ---- | ------- |
| Goud   | Aleksandr Maseikov Dmitri Dovgalenok | EUN  | 1:41.54 |
| Zilver | Ulrich Papke Ingo Spelly             | GER  | 1:41.68 |
| Brons  | Martin Marinov Blagovest Stojanov    | BUL  | 1:41.94 |
| 4      | Gheorghe Andriev Nicolae Juravschi   | ROU  | 1:42.84 |
| 5      | Arne Nielsson Christian Frederiksen  | DEN  | 1:42.92 |
| 6      | Didier Hoyer Olivier Boivin          | FRA  | 1:43.04 |
| 7      | Attila Pálizs György Kolonics        | HUN  | 1:43.27 |
| 8      | Jan Bartůněk Waldemar Fibigr         | TCH  | 1:44.70 |

#### C2 1000 m
| rang   | sporters                             | land | tijd    |
| ------ | ------------------------------------ | ---- | ------- |
| Goud   | Ulrich Papke Ingo Spelly             | GER  | 3:37.42 |
| Zilver | Arne Nielsson Christian Frederiksen  | DEN  | 3:39.26 |
| Brons  | Didier Hoyer Olivier Boivin          | FRA  | 3:39.51 |
| 4      | Gheorghe Andriev Nicolae Juravschi   | ROU  | 3:39.88 |
| 5      | Attila Pálizs György Kolonics        | HUN  | 3:42.86 |
| 6      | Martin Marinov Blagovest Stojanov    | BUL  | 3:43.97 |
| 7      | Larry Cain David Frost               | CAN  | 3:46.21 |
| 8      | Aleksej Igrajev Aleksandr Gromovitsj | EUN  | 3:53.90 |

### Dames

#### K1 500 m
| rang   | sporter          | land | tijd    |
| ------ | ---------------- | ---- | ------- |
| Goud   | Birgit Schmidt   | GER  | 1:51.60 |
| Zilver | Rita Kőbán       | HUN  | 1:51.96 |
| Brons  | Izabela Dylewska | POL  | 1:52.36 |
| 4      | Josefa Idem      | ITA  | 1:52.78 |
| 5      | Ursula Profanter | AUT  | 1:53.17 |
| 6      | Sabine Goetschy  | FRA  | 1:53.53 |
| 7      | Caroline Brunet  | CAN  | 1:54.82 |
| 8      | Sanda Toma       | ROU  | 1:54.84 |

#### K2 500 m
| rang   | sporters                                              | land | tijd    |
| ------ | ----------------------------------------------------- | ---- | ------- |
| Goud   | Ramona Portwich Anke von Seck                         | GER  | 1:40.29 |
| Zilver | Agneta Andersson Susanne Gunnarsson                   | SWE  | 1:40.41 |
| Brons  | Rita Kőbán Éva Dónusz                                 | HUN  | 1:40.81 |
| 4      | Sanda Toma Carmen Simion                              | ROU  | 1:42.12 |
| 5      | Alison Herst Klara Macaskill                          | CAN  | 1:42.14 |
| 6      | Izabela Dylewska Elżbieta Urbańczyk                   | POL  | 1:42.44 |
| 7      | Zhao Xiaoli Ning Menghua                              | CHN  | 1:42.46 |
| 8      | Jeanette Brandstrup Knudsen Yvonne Brandstrup Knudsen | DEN  | 1:43.98 |

#### K4 500 m
| rang   | sporters                                                           | land | tijd    |
| ------ | ------------------------------------------------------------------ | ---- | ------- |
| Goud   | Éva Dónusz Kinga Czigány Rita Kőbán Erika Mészáros                 | HUN  | 1:38.32 |
| Zilver | Katrin Borchert Ramona Portwich Birgit Schmidt Anke von Seck       | GER  | 1:38.47 |
| Brons  | Anna Olsson Agneta Andersson Maria Haglund Susanne Rosenqvist      | SWE  | 1:39.79 |
| 4      | Viorica Iordache Claudia Nicula Carmen Simion Sanda Toma           | ROU  | 1:41.02 |
| 5      | Ning Menghua Wang Jing Wen Yanfang Zhao Xiaoli                     | CHN  | 1:41.12 |
| 6      | Caroline Brunet Alison Herst Klara Macaskill Kevyn Stafford        | CAN  | 1:42.28 |
| 7      | Sheila Conover Alexandra Harbold Cathy Marino-Geers Traci Phillips | USA  | 1:43.00 |
| 8      | Denise Cooper Lynda Lehmann Gayle Mayes Anna Wood                  | AUS  | 1:43.88 |

## Medaillespiegel
| rang   | land              | goud | zilver | brons | totaal |
| ------ | ----------------- | ---- | ------ | ----- | ------ |
| 1      | Duitsland         | 7    | 2      | 2     | 11     |
| 2      | Bulgarije         | 2    | 0      | 1     | 3      |
| 3      | Hongarije         | 1    | 3      | 2     | 6      |
| 4      | Australië         | 1    | 1      | 1     | 3      |
| 5      | Gezamenlijk team  | 1    | 1      | 0     | 2      |
| 5      | Tsjecho-Slowakije | 1    | 1      | 0     | 2      |
| 7      | Verenigde Staten  | 1    | 0      | 2     | 3      |
| 8      | Italië            | 1    | 0      | 1     | 2      |
| 9      | Finland           | 1    | 0      | 0     | 1      |
| 10     | Zweden            | 0    | 2      | 1     | 3      |
| 11     | Frankrijk         | 0    | 1      | 3     | 4      |
| 12     | Polen             | 0    | 1      | 2     | 3      |
| 12     | Noorwegen         | 0    | 1      | 1     | 2      |
| 14     | Denemarken        | 0    | 1      | 0     | 1      |
| 14     | Letland           | 0    | 1      | 0     | 1      |
| 14     | Groot-Brittannië  | 0    | 1      | 0     | 1      |
| totaal | totaal            | 16   | 16     | 16    | 48     |

Parijs 1924 (demonstratie) · 
Berlijn 1936 · 
Londen 1948 · 
Helsinki 1952 · 
Melbourne 1956 · 
Rome 1960 · 
Tokio 1964 · 
Mexico-stad 1968 · 
München 1972 · 
Montréal 1976 · 
Moskou 1980 · 
Los Angeles 1984 · 
Seoel 1988 · 
Barcelona 1992 · 
Atlanta 1996 · 
Sydney 2000 · 
Athene 2004 · 
Peking 2008 · 
Londen 2012 · 
Rio de Janeiro 2016 ·
Tokio 2020 ·
Parijs 2024 ·
Los Angeles 2028
Medaillewinnaars (slalom) · Medaillewinnaars (sprint)
Atletiek · Badminton · Basketbal · Boksen · Boogschieten · Gewichtheffen · Gymnastiek · Handbal · Hockey · Honkbal · Judo · Kanovaren · Moderne vijfkamp · Paardensport · Pelota (demonstratie) · Roeien · Rolhockey (demonstratie) · Schermen · Schietsport · Schoonspringen · Synchroonzwemmen · Taekwondo (demonstratie) · Tafeltennis · Tennis · Voetbal · Volleybal · Waterpolo · Wielersport · Worstelen · Zeilen · Zwemmen